# 井上淳 (工学者)
井上 淳（いのうえ じゅん、1982年 - ）は、千葉県出身の日本の工学者。
東京電機大学教授、博士（工学）。
リハビリテーション工学、医療福祉工学、人間支援工学。

## 専門
- メカトロニクス
- ロボット工学
- リハビリテーション工学
- 医療福祉工学
- 人間支援工学

## 学歴
- 2008年、千葉大学工学部電子機械工学科卒業
- 2010年、千葉大学大学院工学研究科修士課程修了
- 2013年、早稲田大学大学院理工学学術院博士課程修了　博士（工学）[1]

## 職歴
- 2011年: 早稲田大学大学院理工学学術院 グローバルCOEプログラム グローバルロボットアカデミア 研究助手
- 2013年: 東京電機大学未来科学部 ロボット・メカトロニクス学科 助教
- 2020年: 東京電機大学工学部 機械工学科 准教授[2]

## 受賞歴
- 2019年: 関東工学教育協会 関東工学教育協会　業績賞[2]
- 2019年: 電気学会  優秀技術活動賞・技術報告賞[3]
- 2020年: 日本工学教育協会　工学教育賞　論文・論説部門[4]